# Sandhurst (Kent)

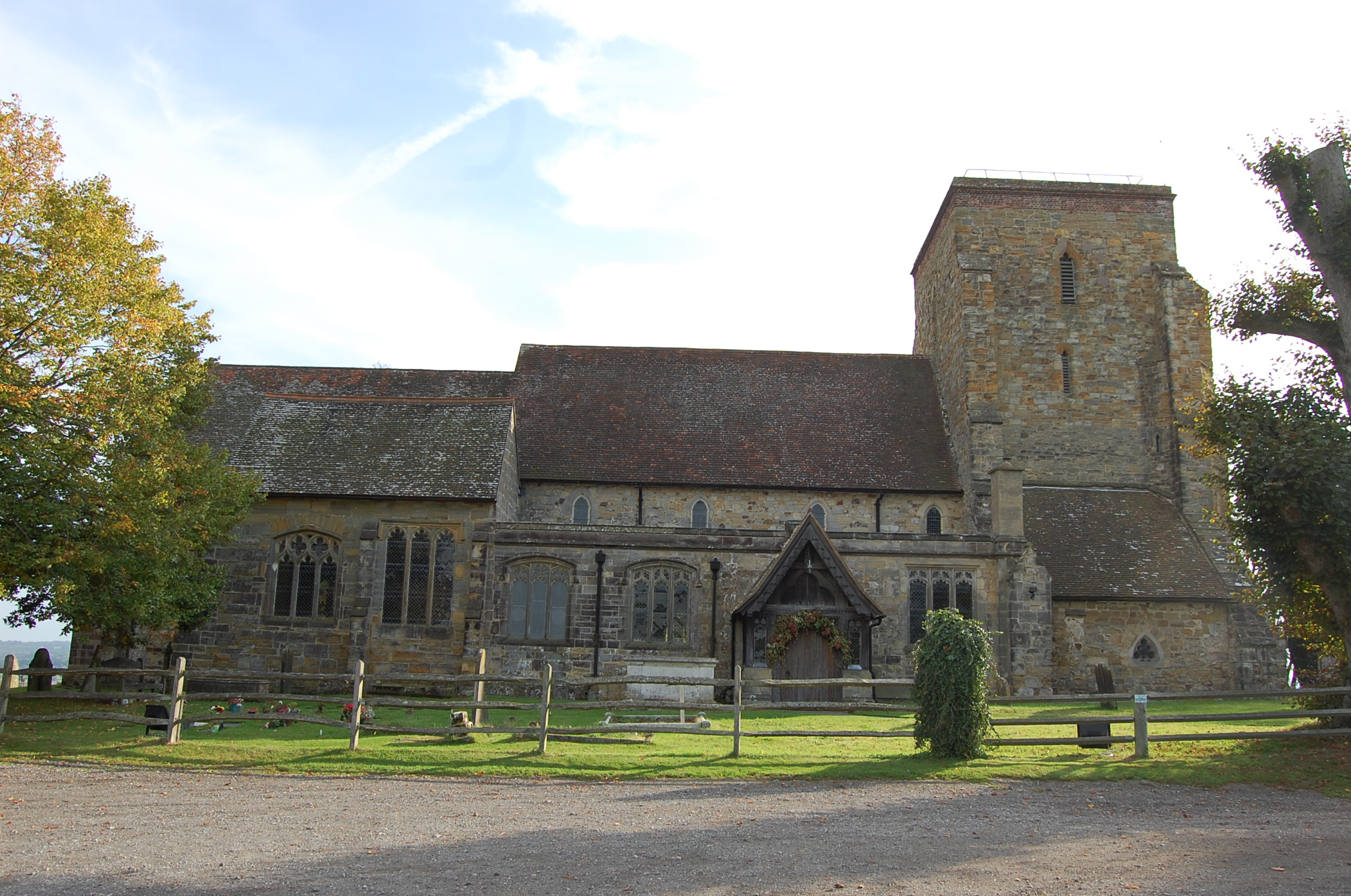
Sandhurst: la chiesa di San Nicola

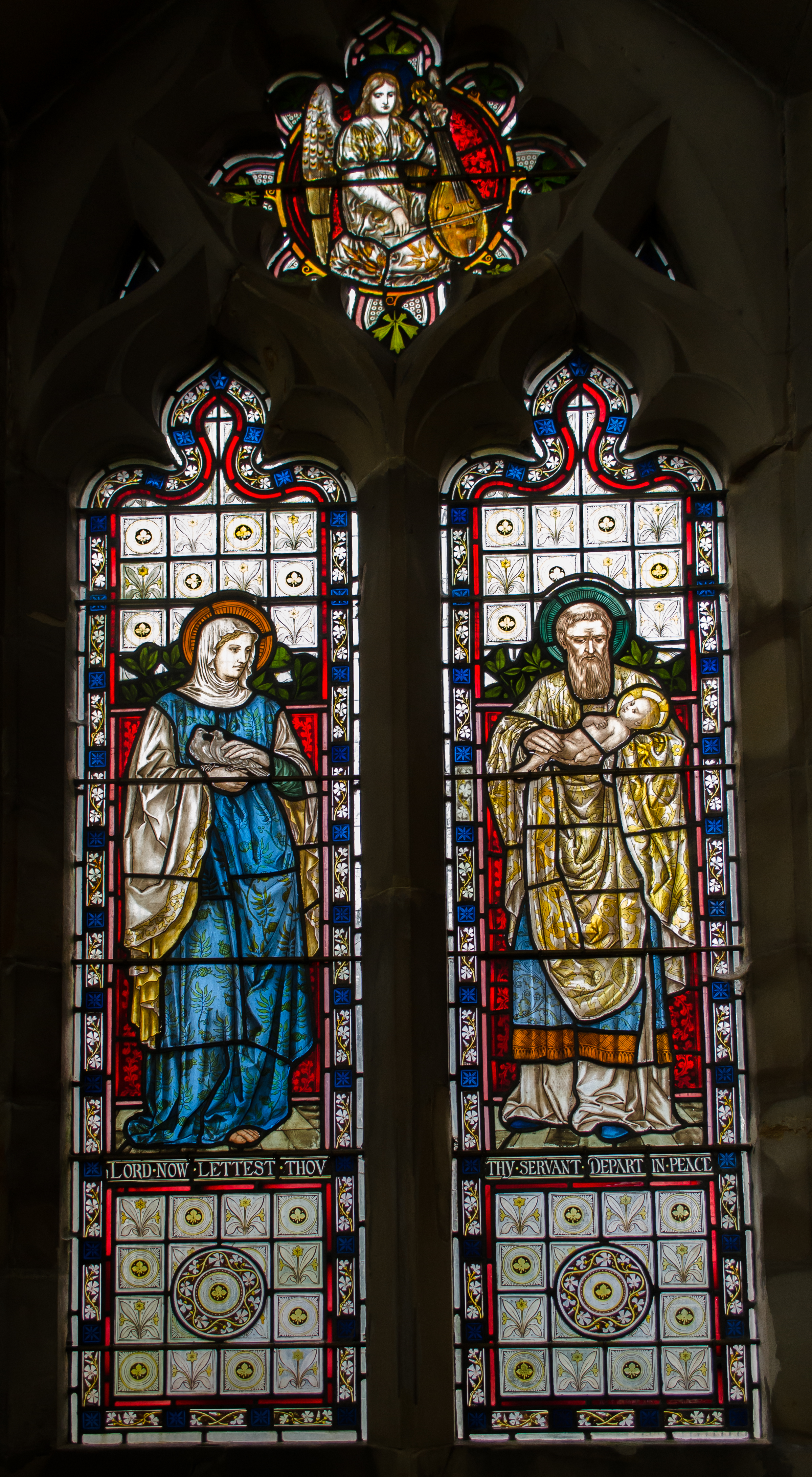
Vetrate della chiesa di San Nicola di Sandhurst

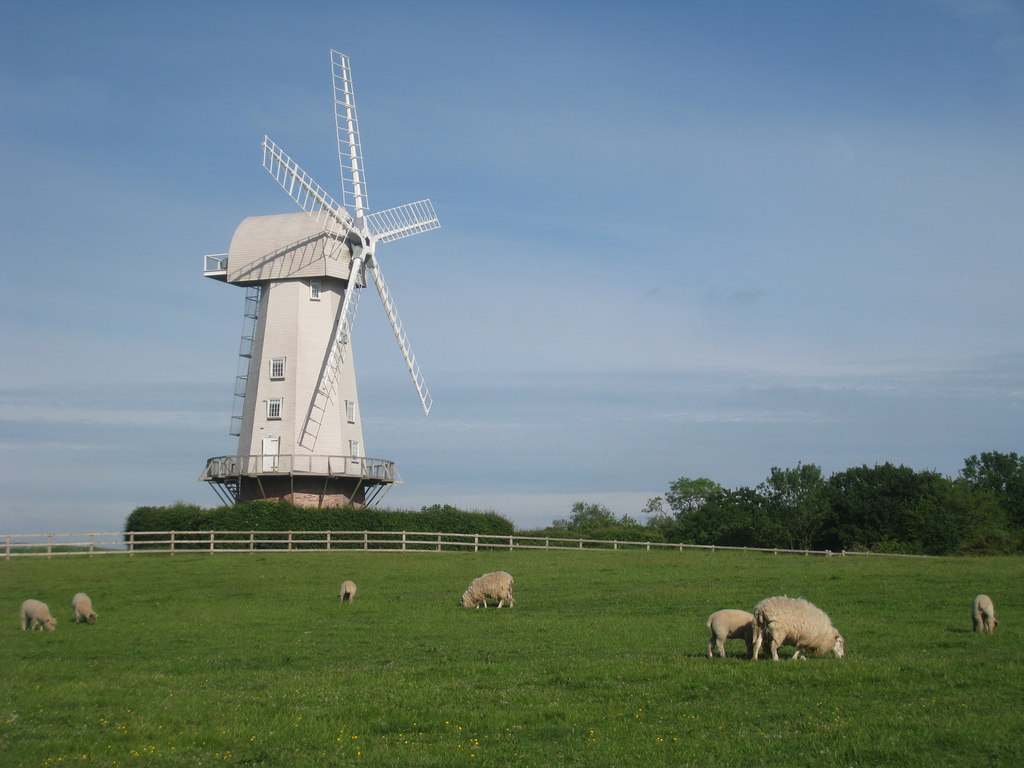
Sandhurst: il Ringle Crouch Green Mill, mulino a vento in gran parte ricostruito

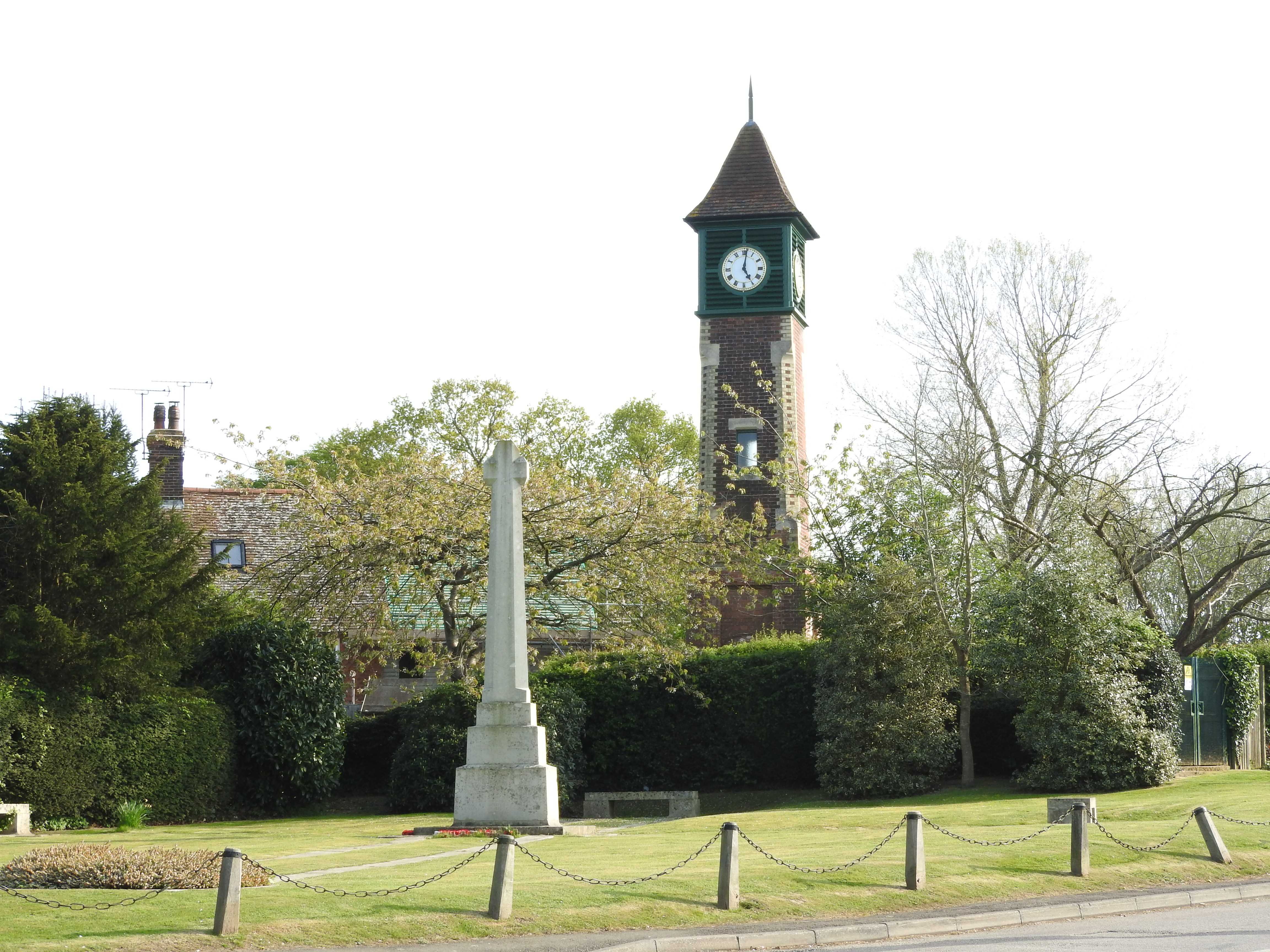
Sandhurst: l'Oakes Memorial (sullo sfondo) e il memoriale di guerra

Sandhurst è un villaggio con status di parrocchia civile dell'Inghilterra sud-orientale, facente parte della contea del Kent e del distretto di Tunbridge Wells. Il solo villaggio conta una popolazione di circa 600-700, mentre l'intera parrocchia civile conta una popolazione di circa 1400-1500 abitanti.

## Geografia fisica
Sandhurst si trova a sud-est del Bewl Water e della foresta di Bedgebury, tra le località di Bodiam e Benenden (rispettivamente a nord della prima e a sud della seconda), a sud-ovest di Tenterden e a pochi chilometri ad est/sud-est di Hawkhurst.
Il villaggio di Sandhurst occupa un'area di 0,4050 km², mentre l'intera parrocchia civile di Sanhurst occupa un'area di 1,789 km².

## Storia
Nel 791, il territorio di Sandhurst fu ceduto dal re della Mercia Offa alla chiesa di Cristo di Canterbury.

## Monumenti e luoghi d'interesse

### Architetture religiose

#### Chiesa di San Nicola
Principale edificio religioso di Sandhurst è la chiesa di San Nicola, eretta tra il XIII e il XIV secolo e rimodellata nel 1875 su progetto dell'architetto R.C. Carpenter.
Nella chiesa di San Nicola di Sandhust, iniziò la propria carriera ecclesiastica Titus Oakes, noto per essere l'ideatore dell'ipotetico piano dei Gesuiti di assassinare Carlo II nel 1678.

### Architetture civili

#### Ringle Crouch Green Mill
Edificio celebre di Sandhurst è poi il Ringle Crouch Green Mill, un mulino a vento: si tratta in gran parte di una copia dell'edificio originale, che era stato eretto nel 1844.

#### Boxhurst House
Altro edificio d'interess è poi la Boxhurst House, eretta alla fine del XVII secolo o agli inizi del XVIII secolo e in parte modificata nel corso del XIX secolo.

#### Castle Gate
Lungo la Bodiam Road si trova poi la Castle Gate, una casa risalente probabilmente agli inizi del XVIII secolo.

#### Oakes Memorial
Lungo l'Upper Green, si erge poi l'Oakes Memorial, una torre eretta nel 1889 in memoria del capitano Arthur Oakes.

## Società

### Evoluzione demografica

#### Villaggio
Nel 2020, la popolazione del villaggio di Sandhurst era stimata in 646 unità, in maggioranza (333) di sesso femminile.
La popolazione al di sotto dei 18 anni era stimata in 145 unità (di cui 88 erano i bambini al di sotto dei 10 anni), mentre la popolazione dai 65 anni in su era stimata in 162 unità (di cui 45 erano le persone dagli 80 anni in su). Il 19,3% dei residenti non è di cittadinanza britannica.
La località ha conosciuto un decremento demografico rispetto al 2011, quando la popolazione censita era pari a 683 unità. Al censimento precedente (2001), il villaggio di Sandhurst contava invece 629 abitanti.

#### Parrocchia civile
Al censimento del 2011, la parrocchia civile di Sandhurst contava 1 478 abitanti.
L'intera parrocchia civile ha conosciuto un incremento demografico rispetto al 2001, quando la popolazione censita era pari a 1 328 unità.